# Goldwave
Goldwave es un editor de audio digital hecho por Goldwave Inc. que vio la luz del día por primera vez en abril de 1993 y que comparte similitudes con el programa de Cool Edit. Fue uno de los pioneros en editores de audio, con opciones de edición y procesamiento muy avanzados para aquellos tiempos. Actualmente, Goldwave va por la versión 6.47. Su coste para actualizaciones y soporte de por vida es de $49, mientras que el coste para un solo año es de $19.
El programa ha sido actualizado a fecha de 12 de noviembre de 2019. Actualmente se está trabajando mejor en las actualizaciones son un poco más seguidas y no pasa tanto tiempo entre ellas, el programa sigue en producción.

## Características
Goldwave ofrece una gran variedad de características adjuntas que definen al programa. Entre las cualidades estas incluyen:
- Apertura de archivos directamente desde una URL.
- Inclusión de carátulas (Cover Art) para los archivos procesados en el programa.
- Uso de DirectShow y Media Foundation para la compatibilidad de formatos de archivos de audio.
- Grabación desde cualquier recurso que soporte entrada de audio en el ordenador.
- Múltiple edición de archivos en una única sesión del programa.
- Soporte pare edición de archivos grandes, siendo solamente limitado por el disco duro.
- Edición de alta calidad, admitiendo hasta calidad alta de DVD.
- Visualizaciones en tiempo real; tales como barras, formas de onda, espectrograma, Vumetro, etc.
- Procesamiento de archivos sin retraso notable.
- Una gran cantidad de efectos básicos y avanzados. Más de 40 efectos de audio y más de 100 perfiles para dichos efectos.
- Una enorme lista de archivos y formatos soportados, incluyendo sin límite WAV, MP3, Windows Media Audio, Ogg, FLAC, Monkey's Audio, m4a, au, vox y iTunes Plus.
- Procesamiento de múltiples archivos en carpetas y subcarpetas mediante línea de comandos.
- Preescucha de efectos antes de aplicarse al archivo.
- Herramientas básicas y avanzadas para remasterizar viejos vinilos y cintas de casete.
- Análisis de audio con visualización de frecuencias y amplitudes.
- Soporte para plugins VST (aún en versión beta).

## Versiones previas y actual compatibilidad
Actualmente aún existe una versión previa a la serie de las versiones 5 para descargar desde el sitio oficial. Todas las versiones hasta la versión 4.26 pueden ser ejecutadas en cualquier sistema operativo de Windows al igual que requieren de una máquina moderadamente poderosa para controlar el programa óptimamente. Sin embargo, desde el 2004, Goldwave ha evolucionado en una nueva era, cambiando de versión 4 a 5, actualizando su aspecto visual e introduciendo más efectos enriquecidos y características, con el contraefecto de dejar compatibilidad de antiguos sistemas operativos obsoleta y dejar inutilizable el uso del programa en estos. También, los requerimientos de sistema han incrementado considerablemente ya que un Pentium 3 de 700MHz y DirectX 8 son partes mínimas de lo especificado comparado con los anteriores Pentium 2 de 300MHz y DirectX 5. Por favor visite el sitio oficial para más información.

### Sistemas operativos compatibles
Con la última versión (6.47): Windows 10 (64 bit),Windows 7, 8, 8.1 (64 bit),Windows 7, Vista, XP (32 bit), v5 Linux with Wine,Android (beta)

Con la versión 4.26: Windows NT/ME/98/95.